# Caprera
L'île de Caprera fait partie de l'archipel de La Maddalena, appartenant à la commune de La Maddalena, situé près de la côte nord-orientale de la Sardaigne. Son point culminant est le Monte Teialone qui atteint les 212 mètres au-dessus de la surface de la mer. D'une superficie de 15,7 km2, elle est la seconde île de l'archipel après celle de La Madeleine à laquelle elle est reliée par un pont. Tout comme les autres îles de l'archipel, Caprera fait partie du Parc national de l'archipel de La Maddalena, constituant ainsi un parc naturel extrêmement protégé, où peu d'habitants vivent à plein temps.

## Géographie
De nature granitique, l'île, réserve naturelle depuis 1980, possède de nombreux espaces boisés, principalement de pins, la zone orientale ayant la protection maximum, ainsi que de merveilleux littoraux à aber avec de splendides vallées sablonneuses alternées d'escarpements à pic sur la mer. Les criques et petites plages de la côte du nord et de l'est se logent dans les falaises de granit. Le sommet est le mont Teilaone, à 212 mètres d'altitude. La couleur de l'eau est d'un intense vert cristallin grâce à la force des courants qui permet de nettoyer la surface de l'eau et de la débarrasser des particules en suspension et des grains de sable blanc.

## Histoire
L'île est surtout connue pour avoir été, pendant plus de vingt ans, l'ultime demeure de Giuseppe Garibaldi. Il s'y réfugie d'abord en 1849, pour échapper à Napoléon III venu restaurer l'Etat pontifical. À la fin de l'année 1856, de retour des Etats-Unis, ayant hérité de son frère, il acquit un vaste terrain à Caprera, vivant initialement dans une simple bicoque. Il y créé une petite communauté de bergers et d'agriculteurs, qui est visitée par Bakounine en 1864, le penseur russe y voyant « une vraie République démocratique et sociale ». Quelques années plus tard, avec l'aide d'une collecte auprès de sa famille, il achète l'autre moitié de l'île, qui appartenait à deux époux anglais, Richard et Emma Collins et se fait construire la fameuse Maison blanche convertie aujourd'hui en musée. L'horloge et les calendriers apposés sur un mur de la maison signalent encore la date et l'heure de sa mort le 2 juin 1882 à 18 h 21. En 1887, les héritiers de Garibaldi sont expropriés et toute une série de batteries de canons installées par l'armée puis modernisées au siècle suivant.
Un pont, long de 600 mètres, appelé le Ponte Moneta, est construit en 1891 pour relier les deux îles. Comme Spargi, Budelli, Santa Maria et Razzoli, quasi inhabitées aussi, Caprera a été redécouverte par le tourisme. Dans l'île voisine de La Maddalena, peuplée, le premier hôtel a été bâti en 1955. À l'époque romaine, elles permettaient aux navires une halte avant d'affronter la mer tyrrhénienne. Pisans et Génois les occupèrent au XIIe siècle, en les surnommant "Isole dei Carrugi" (îles aux ruelles étroites), afin d'y ériger des tours de garde protégeant la Sardaigne contre les Sarrasins.
Située à un kimomètre par la route au nord du pont, Cala Garibaldi, la plus grande plage de l'île, en sable fin et en pente douce, face aux deux petits "îlots des Italiens", est encadrée de roches claires couvertes de végétation. Elle a pris le nom de Giuseppe Garibaldi et se trouve à environ 600 mètres à vol d'oiseau de sa maison, transformée en musée national, avec un quai au nord, dans une petite anse qui lui servait à accoster. La plage et sa pinède ont accueilli en 1955 un des premiers Villages magiques, ancêtres du Club Med.
Quatre kilomètres plus au sud, sur la même cote ouest, le seul hameau habité de l'île, Stalagni, a environ 70 habitants, le centre équestre et la célèbre école de voile ainsi que les équipements militaires les plus importants et une caserne transformée en église par les habitants en 1951.

## Curiosité
Le 12 mai 2007, le 90e Tour d'Italie de cyclisme dédié au héros des deux mondes est passé par Caprera pour fêter le bicentenaire de sa naissance.

## Centre de Voile
L'île de Caprera abrite le Centro Velico Caprera, une école de voile, la plus importante d'Italie, fondée en 1967, avec stages en internat et des principes de fonctionnement assez proche du CNG  français, plus connu comme Les Glénans. L'enseignement se fait sur trois niveaux, avec initiation sur dériveur léger, perfectionnement et croisière. Le Centro Velico Caprera forme ses propres moniteurs.

## Galerie de photographies

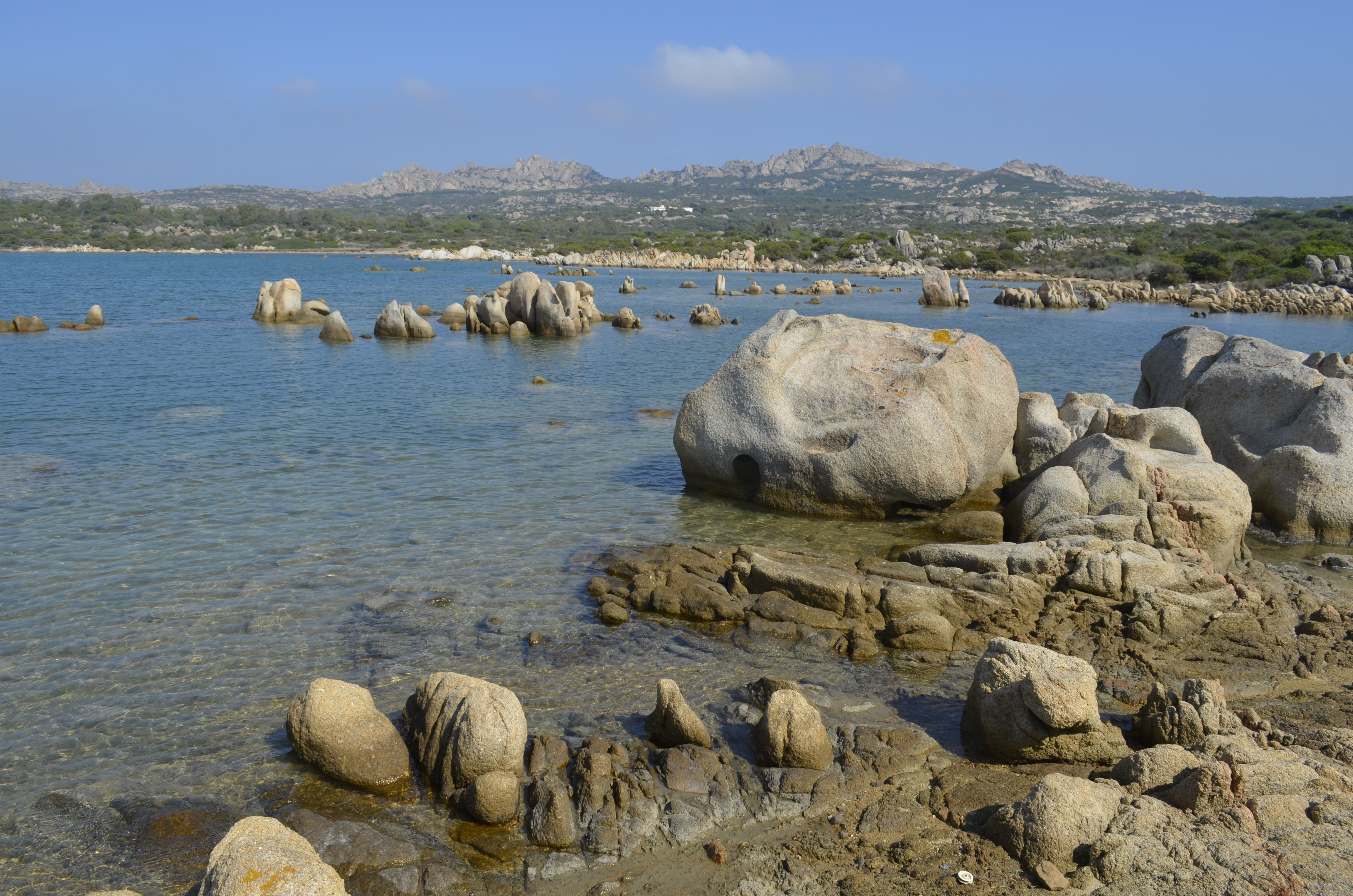
Rochers de granit sur l'île de Caprera.
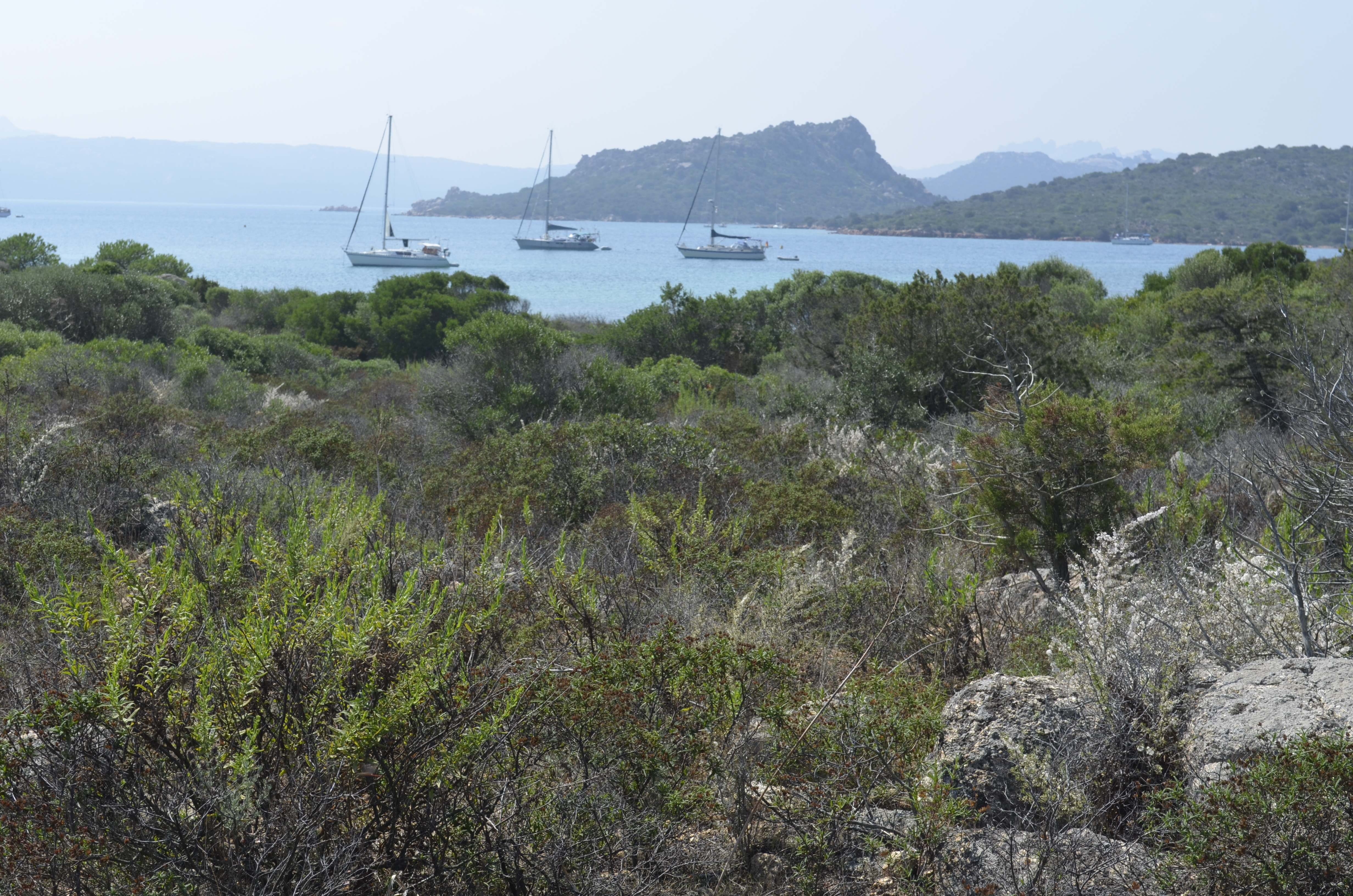
Vue de l'île de Caprera.